# Фринберг, Артур Фрицевич
Артур Фрицевич Фринберг (латыш. Artūrs Frinbergs, настоящая фамилия — Петерис; 1916—1984) — советский, латышский оперный певец (драматический тенор), актёр, педагог. Народный артист СССР (1962).

## Биография
Родился 12 (25) февраля 1916 года (по другим источникам — 12 (25) ноября 1916 года) в местечке Меллужи (Карлсбад) (ныне район Юрмалы, Латвия).
Вокалу обучался у известного оперного певца и режиссёра, народного артиста Латвийской ССР (1944) Рудольфа Берзиньша в Риге.
В 1946—1974 годах — солист Театра оперы и балета Латвийской ССР (Рига) (ныне Латвийская Национальная опера).
Выступал как концертный певец.
Гастролировал за рубежом: Финляндия (1950), Канада (1954), Чехословакия (1954), Болгария (1961), Польша (1962).
С 1975 года — руководитель оперного класса Латвийской консерватории (ныне Латвийская музыкальная академия имени Язепа Витола).
Член КПСС с 1953 года.
Умер 5 сентября 1984 года в Риге. Похоронен на Лесном кладбище.

### Семья
- Жена — Регина Станиславовна Фринберг (урождённая Колендович, род. 1928), латышскаяя оперная певица (сопрано). Народная артистка Латвийской ССР (1969).
- Сын — Юрий Артурович Фринберг (род. 1959). В 1982 году окончил 7-ю студию театра «Дайле», одновременно получив степень бакалавра по специальности «Профессиональный актёр театра и кино» театрального факультета Латвийской государственной консерватории имени Язепса Витоласа. Актёр Театра изобразительных искусств с 1982 года, хотя в спектаклях театра участвует с 1979 года. Снимался в сериалах «УгунсГрекс», «Улица Церибу, 21» и «Она лежит лучше».[2]

## Звания и награды
- Заслуженный артист Латвийской ССР (1950)
- Народный артист Латвийской ССР (1954)
- Народный артист СССР (1962)
- Сталинская премия (1950) — за исполнение партии Самозванца в оперном спектакле «Борис Годунов» М. П. Мусоргского, поставленного на сцене Театра оперы и балета Латвийской ССР
- Орден Трудового Красного Знамени (1956)
- Медали.

## Репертуар
- Германн — «Пиковая дама» П. И. Чайковского
- Самозванец — «Борис Годунов» М. П. Мусоргского
- Радамес, Гонец — «Аида» Дж. Верди
- Вижут — «Банюта» А. Калныньша
- Отелло — «Отелло» Дж. Верди
- Тангейзер — «Тангейзер» Р. Вагнера
- Лачплесис — «Огонь и ночь» Я. Медыньша
- Ричард — «Бал-маскарад» Дж. Верди
- Гришка Кутерьма — «Сказание о невидимом граде Китеже и деве Февронии» Н. А. Римского-Корсакова
- Канио — «Паяцы» Р. Леонкавалло
- Педро — «Долина» Э. д’Альбера
- Ирод — «Саломея» Р. Штрауса
- Айвар — «К новому берегу» М. Зариньша
- Сергей — «Катерина Измайлова» Д. Д. Шостаковича
- Пьер — «Война и мир» С. С. Прокофьева.

## Роли в кино
- 1975 — Нападение на тайную полицию — революционер
- 1980 — Вечерний вариант — эпизод
- 1984 — Мой друг Сократик — Грибоедов, хорист